# Ulevel

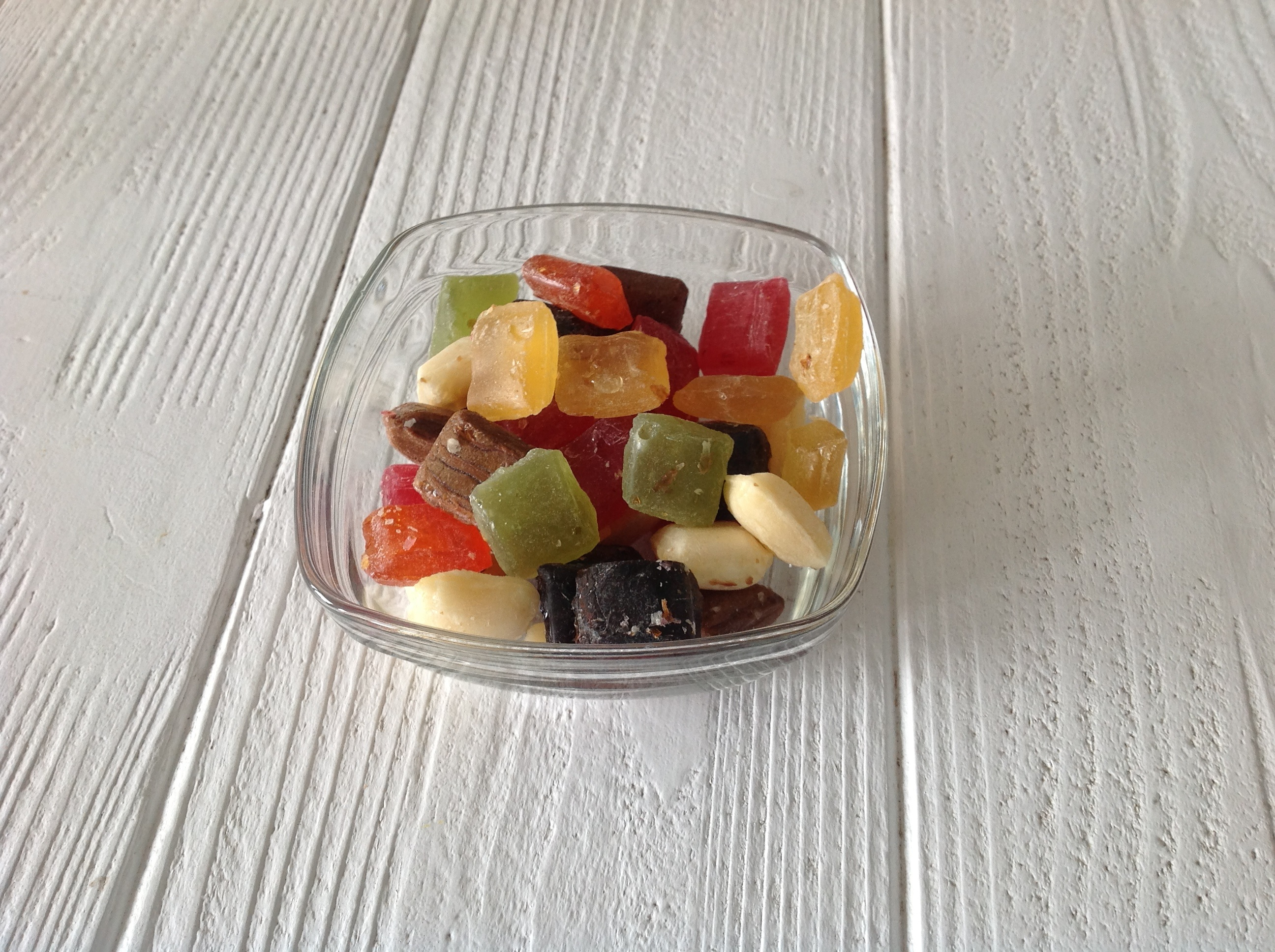
Een bakje met ulevellen.

Een ulevel is een gestoken snoepje uit suikerdeeg, in de vorm van een kussentje van zo'n 2 centimeter groot. Ulevellen kan men onder andere aantreffen in ambachtelijke snoepwinkels. De kussentjes zijn gemaakt van gestold suikerdeeg. Voorbeelden zijn het Zwolse balletje, de Zeeuwse babbelaar en het Haagse hopje. 

## Etymologie
Verschillende auteurs verwijzen naar het Italiaans ulivella, olijfje, verkleinwoord van uliva. Mogelijk ook ulivello, de vrucht van de duindoorn. In geen geval komt het woord van een heer Uhlenfeld, deze foute opvatting is indirect door Multatuli geïnspireerd.

## Bereidingsproces
Ulevellen worden gemaakt door witte suiker te verwarmen tot deze vloeibaar is. Hierna kan een smaak aan de vloeistof worden toegevoegd, bijvoorbeeld geraspte citroenschil. Hierna wordt de vloeistof weer afgekoeld terwijl deze geroerd wordt. Als de suiker stijf wordt, is het tijd om deze in druppels op bakpapier te verdelen. Nadat deze helemaal zijn afgekoeld, zijn de ulevellen klaar.
Van oudsher werden ulevellen ambachtelijk (ofwel met de hand) gemaakt. Door de tijd heen werd de fabricage van ulevellen grotendeels machinaal. Naar hun eigen zeggen worden in Nederland enkel de Zwolse balletjes nog op ambachtelijke wijze met de hand gefabriceerd. 

## Kinderliedje
Jacob Hamel schreef een versje over jarige Jetje die ulevellen uitdeelt. Kinderkoor Jacob Hamel en diverse andere kinderkoren hadden dit op hun repertoire staan. De tekst luidde:
Jarig Jetje zou tracteren
alle kind'ren van de klas.
Daartoe had zij uitgekozen
waar zij zelf zo dol op was.
Ulevellen bracht zij mee.
Ieder kreeg er minstens twee.
Ulevellen bracht zij mee.
Ieder kreeg er minstens twee.
Maar jawel, een stroom vriendinnen
kwam ons Jetje tegemoet
met de allerbeste wensen
werd de jarige begroet.
En ze vroegen, nog al glad
wat of Jet in ‘t zakje had.
En ze vroegen, nog al glad
Wat of Jet in ‘t zakje had.
Ulevellen, even proeven
Eentje kwam er niet op aan.
Nog één, Jetje’s ulevellen
gingen zoetjes naar de maan.
En de klas, een gek geval
kreeg warempel niemandal.
En de klas, een gek geval
kreeg warempel niemandal.

## Trivia
- Destijds werden de ulevellen meestal in een papiertje verpakt met aan de binnenkant een gedicht, spreekwoord of een volkswijsheid. Die spreuk was vaak van lage kwaliteit en daardoor ontstond het woord Ulevellenpoëzie.
- Naar de betekenis van ulevel werd in de quiz Twee voor Twaalf gevraagd. Hier werd gesteld dat het een gesuikerde variant van een olijf was.